# Řád Ludvíkův (Bavorsko)
Řád Ludvíkův (německy: Ludwigsorden) bylo státní vyznamenání Bavorského království. Založen byl roku 1827 a udílen byl za padesát let služby.

## Historie a pravidla udílení
Řád byl založen bavorským králem Ludvíkem I. dne 25. srpna 1827 při příležitosti svých narozenin. Udílen byl za padesát let služby ve vojenských, církevních či státních úřadech. Udílen byl ve dvou třídách. Vyšší třída byla určena vysokým důstojníkům, soudcům, duchovním a státním úředníkům. Čestná mince byla udílena lidem na nižších pozicích. Při výpočtu doby služby byla služba na frontě počítána jako dvojnásobná. Po založení řádu bylo vyznamenání uděleno i zpětně lidem, kteří již podmínku padesáti let služby splnili před jeho založením.
Vyznamenání bylo udíleno do roku 1914. Do tohoto data bylo uděleno v 1118 případech.

## Třídy
Udílen byl ve dvou třídách:
- čestný kříž (Ehrenkreuz)
- čestná mince (Ehrenmünze)

## Insignie
Řádový odznak měl tvar zlatého kříže. Uprostřed byl bíle smaltovaný kulatý medailon s portrétem zakladatele řádu. Na jednotlivých ramenech byl nápis LUDWIG KOENIG VON BAYERN. Ke stuze byl připojen pomocí přechodového prvku ve tvaru královské koruny. Odznak se nosil nalevo na hrudi.
Čestná mince byla zlatá s portrétem zakladatele řádu Ludvíka I. Bavorského. Kolem busty byl nápis LUDWIG KOENIG VON BAYERN.
Stuha byla karmínově červená s modrými pruhy lemujícími oba okraje.